# КБМ-401
КБМ-401П — башенный подъёмный кран, самоходный, на рельсовом ходу, полноповоротный, имеет 33 исполнения (с «-00» по «-27» и с «-33» по «-39»), предназначен для производства строительно-монтажных работ жилых и административных зданий и сооружений с массой монтируемых элементов до 10 т, относится к кранам модульного типа.
Для обслуживания здания с нескольких сторон, кран (исполнения до 160 т•м) может передвигаться по рельсам с криволинейными участками, при минимальном радиусе кривизны внутреннего рельса 10 м.

## Общее описание
Исполнения унифицированы и могут быть получены на основе базовой модели (исполнение «-00») при изменении количества секций башни, стрелы и могут различаться по грузоподъёмности, высоте подъёма, грузовому моменту, вылету стрелы, допустимой скорости ветра.
Башня наращивается снизу сменными промежуточными секциями с помощью собственных механизмов и вспомогательного крана. Основная стрела в зависимости от исполнения и модели — балочного типа или подъёмная, секционная, треугольного сечения. По нижним поясам на основной стреле балочного типа перемещается грузовая тележка с крюковой обоймой.
Питание крана осуществляется от сети переменного тока 380 В частотой 50 Гц, с мощностью трансформатора не менее 70 кВ•А.
Завод-Изготовитель — РКЗ,.

## Конструкция
Основные элементы кранов серии КБМ-401:

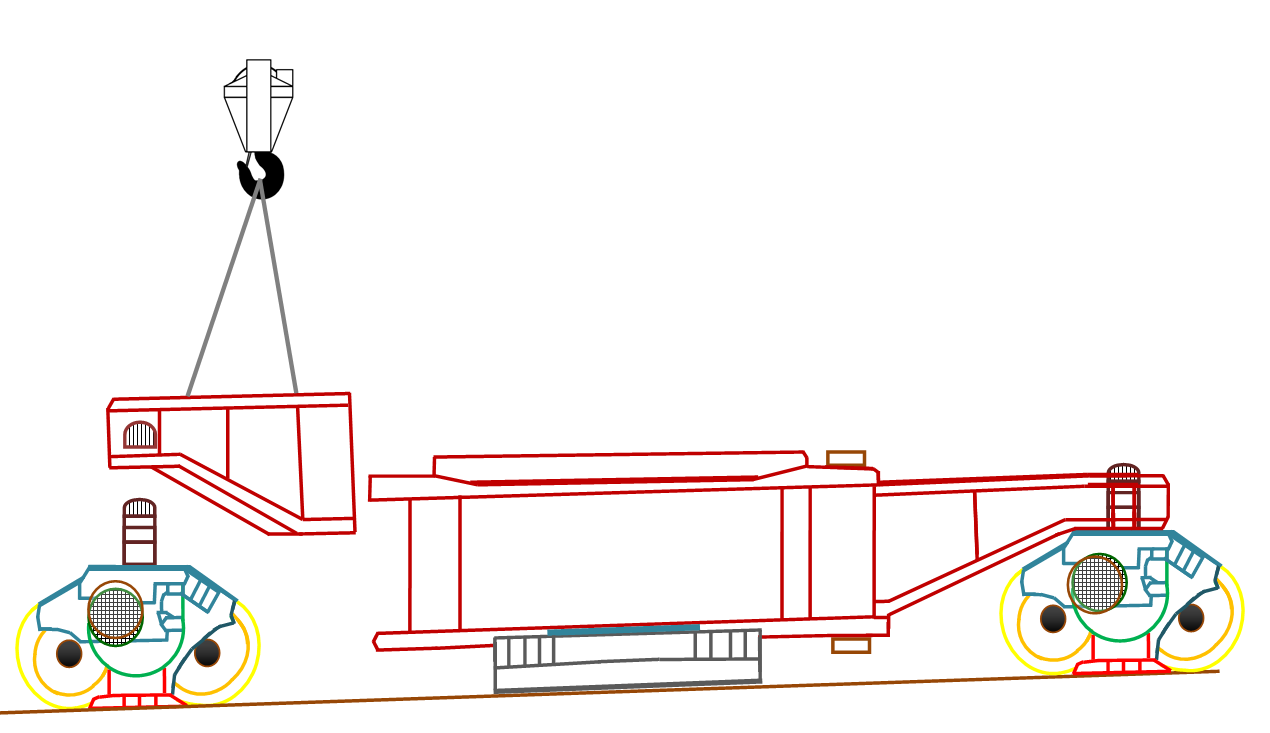
Чертёж 1 — Ходовая рама, кольцевая рама и тележки. Крепление. Вид сбоку

- Ходовая тележка — представляет собой двухколёсную тележку, с приводом на одно колесо. Конструкция аналогична типовым «унифицированным крановым тележкам» (с грузовым моментом до 200 т·м). Все четыре тележки являются ведущими и имеют электропривод, а также противоугонные захваты.[1].
- Ходовая рама КБМ-401П и КБМ-401ПА — выполнена в виде сборно-разборной конструкции. В рабочем положении представляет Х-образную форму. Состоит из кольцевой рамы, к которой прикреплены съёмные балки-флюгеры, опирающиеся на шкворни ходовых тележек крана. Все балки выполнены сварными и имеют коробчатое сечение. При транспортировке их отделяют и они перевозятся отдельно.[1].

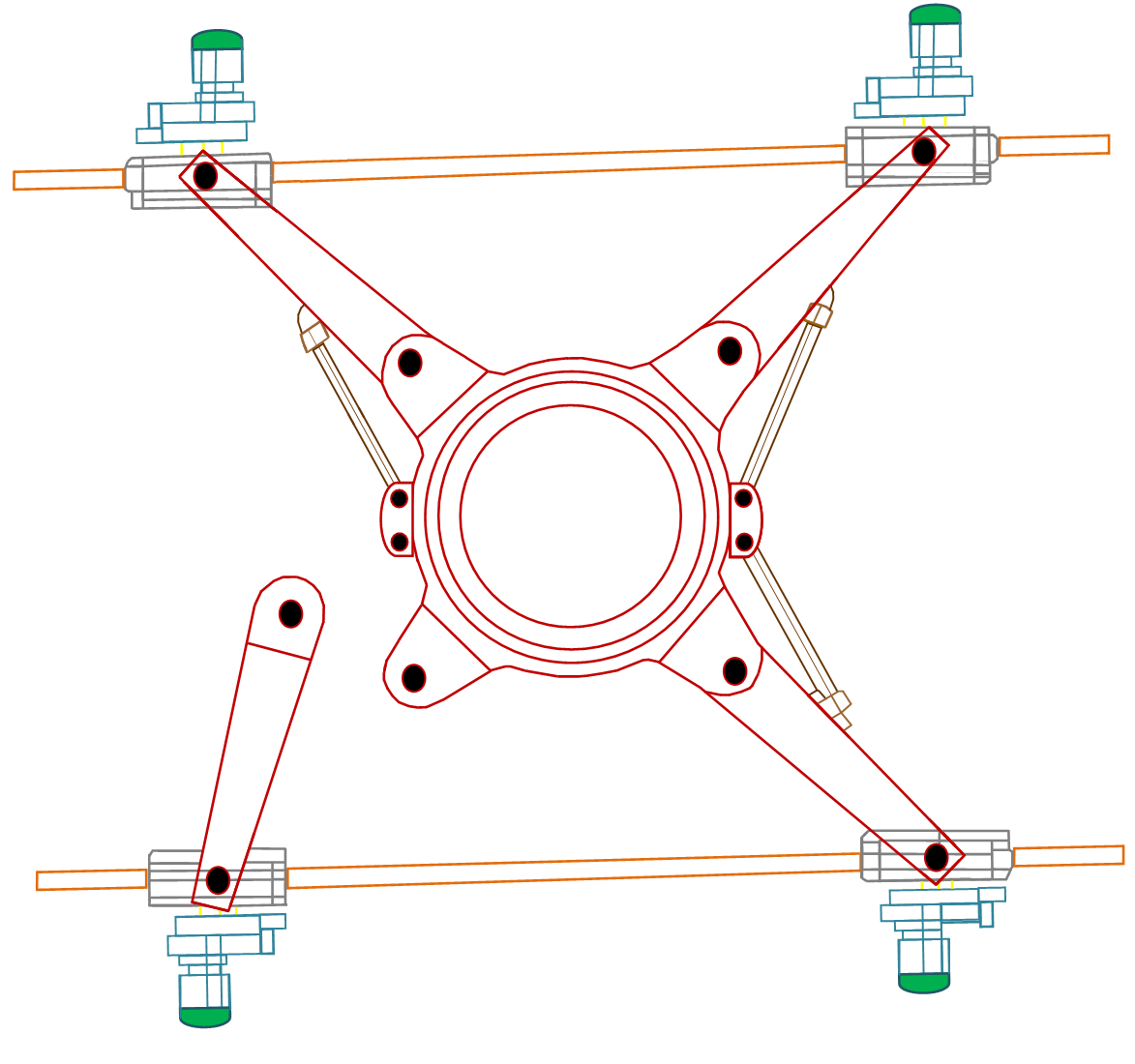
Чертёж 2 — Ходовая рама. Крепление. Вид сверху

- Поворотная платформа — выполнена в виде плоской конструкции. Платформа опирается на ходовую раму с поворотными флюгерами (имеет в рабочем положении Х-образную форму) при помощи опорно-поворотное устройства, являющегося основным поворотным механизмом крана. Поворотный механизм представляет собой два поворотных круга и крепится в вильчатых опорах платформы. При монтаже на поворотную платформу устанавливаются основные грузоподъёмные механизмы крана — стреловая и грузовая лебёдки, которые имеют два рабочих режима — «спуск» и «подъём». Лебёдки используются при поднятии грузов, а также на этапах монтажа, демонтажа и изменения высоты крана. На подставке установлена съёмная аппаратная кабина с электрооборудованием с площадками. Также, в зависимости от размещения и способа монтажа, на платформе располагаются шкафы электрооборудования. На задних поперечных балках платформы уложены главные плиты противовеса (т) крана. Платформа оснащена шпренгельной фермой со съёмным монтажным подкосом, соединённым при помощи тяг. Подкос оснащён нижней обоймой полиспаста. На специальные кронштейны платформы устанавливают портал. С порталом платформа соединяется тягами и телескопическими подкосами.[1].
- Башня — представляет собой тип «наращиваемых снизу» кранов. Состоит из портала, люльки, промежуточных секций, верхней секции с механизмом подъёма, кабины, оголовка, распорки с оттяжкой. Секции устанавливаются снизу последовательно друг за другом. Секции оснащены ограждениями и лестницами[1].
- Портал — представляет собой двухъярусную рамную конструкцию, предназначенную для увеличения высоты крана в процессе монтажа, а также в процессе эксплуатации. Конструкция имеет проём с разворачиваемыми диагональными балками для прохода секций. В проём при монтаже устанавливается люлька с роликами, предназначенная для монтажа и демонтажа секций. Верхний и нижний ярус оснащены монтажными роликами, а также отводными замками с крючками и монтажными цепями. На нижней раме, представляющей собой коробчатую балку, портала установлены съёмные диагональные балки. На верхней обвязке портала имеются крепления монтажной стойки, тяги которой соединяются с проушинами оголовка. На оси верхней рамы портала расположена съёмная клиновая обойма коуша.[1].
  - Верхняя секция и кабина управления — представляет собой конструкцию из металлических труб. Конструкцией предусмотрен проём, в который устанавливается на механизм выдвижения съёмная кабина. Механизм выдвижения имеет два положения — рабочее и монтажное. В более поздних моделях кабина управления выполнена выносной[1].
  - Оголовок — представляет собой ферму из трубчатых элементов. Оголовок соединён с верхней секцией крана и имеет съёмные площадки для обслуживания, На оголовке установлены распорка, имеющая два положения (рабочее и монтажное), с прикреплённой к ней оттяжкой. Распорка уложена на оголовок. Также на оголовке располагается подвеска, через которую пропущен канат оттяжки.[1].

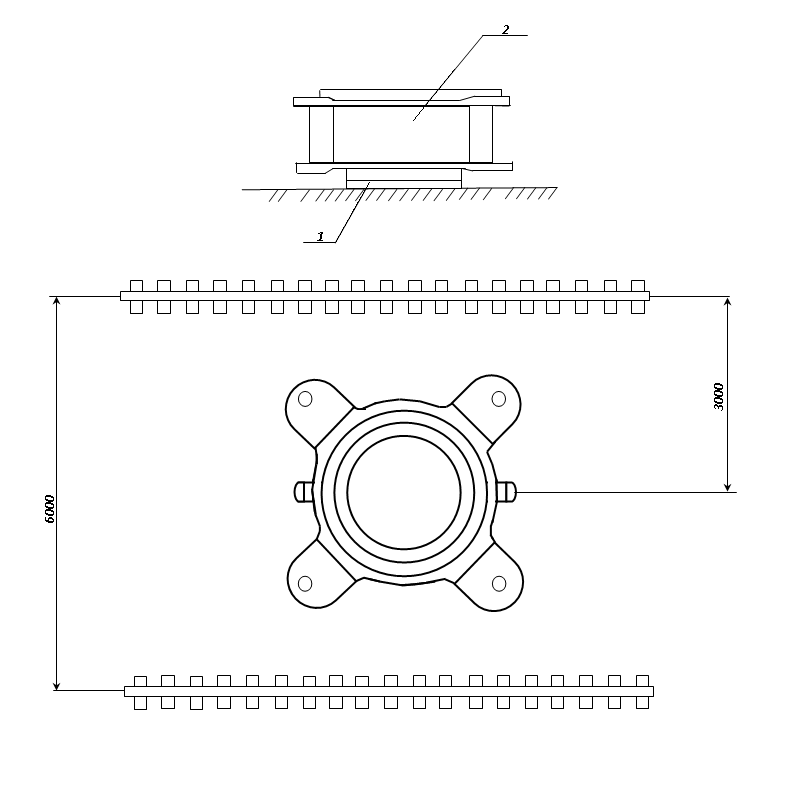
Чертежи — Кольцевая рама. Вид сбоку и сверху

- Обоймы полиспаста: Нижняя обойма полиспаста находится на серьгах монтажного подкоса, верхняя обойма — на распорке оголовка.[1].
- Стрела — представляет собой ферму треугольного сечения. Состоит из состыковываемых секций: головной, корневой и промежуточных. Стрела имеет проушины для крепления при помощи тяги к оголовку крана. В зависимости от исполнения крана, могут применяться стрелы двух типов:
  - Балочная стрела. Представляет собой сборную двухпоясную металлоконструкцию-ферму, верхний пояс которой выполнен из труб, нижний — из неравных уголков. Внутри фермы имеется ограждённый настил, предназначенный для прохода к механизмам. На балке головной секции расположены роликовые опоры. Балочная стрела может быть установлена либо горизонтально, либо под углом до 30 °. Перезапасовка канатов производится автоматически при переводе стрелы из горизонтального положения в наклонное (под углом 30 °) и обратно. Вдоль стрелы нижнего пояса стрелы перемещается грузовая тележка, оборудованная площадкой для обслуживания.[1].
    - Грузовая тележка — По нижним ярусам балочной стрелы перемещается грузовая тележка с крюковой обоймой. Грузовые тележки используются двух типов (в зависимости от исполнения)[1].

  - Подъёмная стрела. Представляет собой металлоконструкцию-ферму треугольного сечения, с установленными блоками и съёмной распоркой с подкосом и тягой. В начале стрелы установлена распорка с подкосом и тягой, предназначенная для защиты кабины при монтаже. На её конце смонтированы специальный ограничитель подъёма, а также крепления расчала. Стрела может быть установлена под углом до 65 °. В зависимости от длины (до 20 м), стрела дополнительно может быть оснащена оттяжками.[1].
- Крюковая подвеска — представляет собой двухосную подвеску (аналогичная кранам КБ-405, КБ-407)[1].

## Технические характеристики
Характеристики крана приведены в карточке.

## Монтаж КБМ-401
Перед монтажом все штыри и отверстия, опорные плоскости всех конструкций должны быть очищены и смазаны специальной смазкой. Монтаж производится одним вспомогательным краном на автомобильном или пневмоколёсном ходу грузоподъёмностью не менее 8 т. Для монтажа необходима шпальная клетка.
Приведённая ниже общая схема монтажа подходит для башенных кранов как с подъёмной, так и с балочной стрелой (отличается для крана-погрузчика КБМ-401-41).
Этапы монтажа крана:

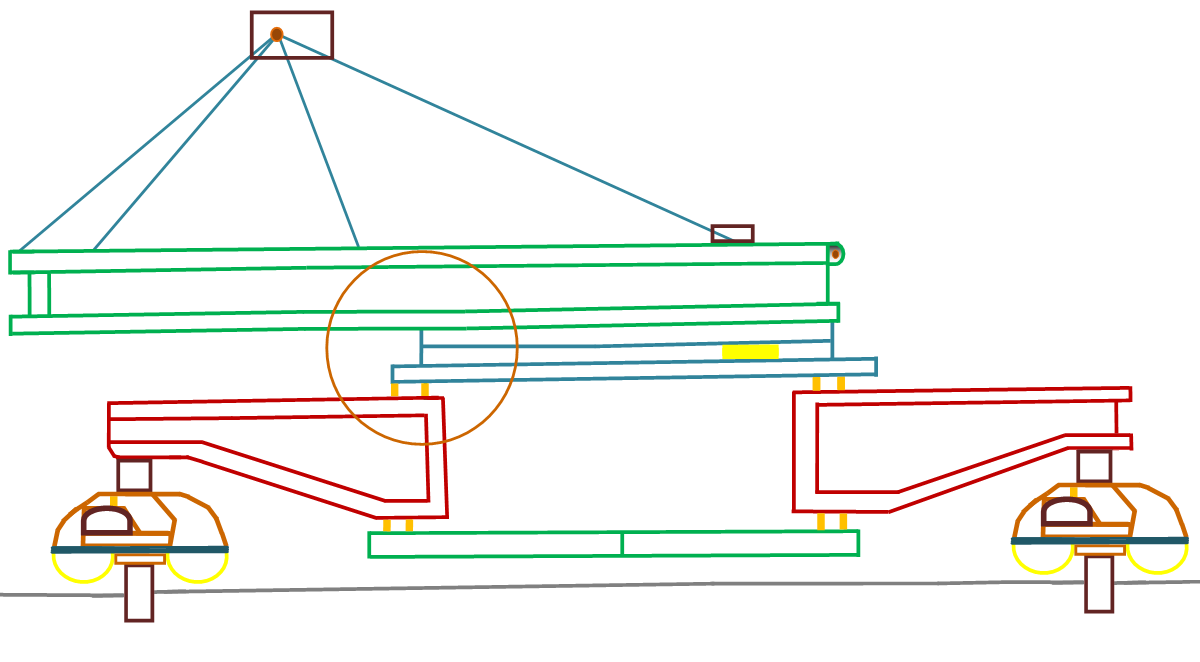
Чертёж — поворотная платформа крана. Общий вид

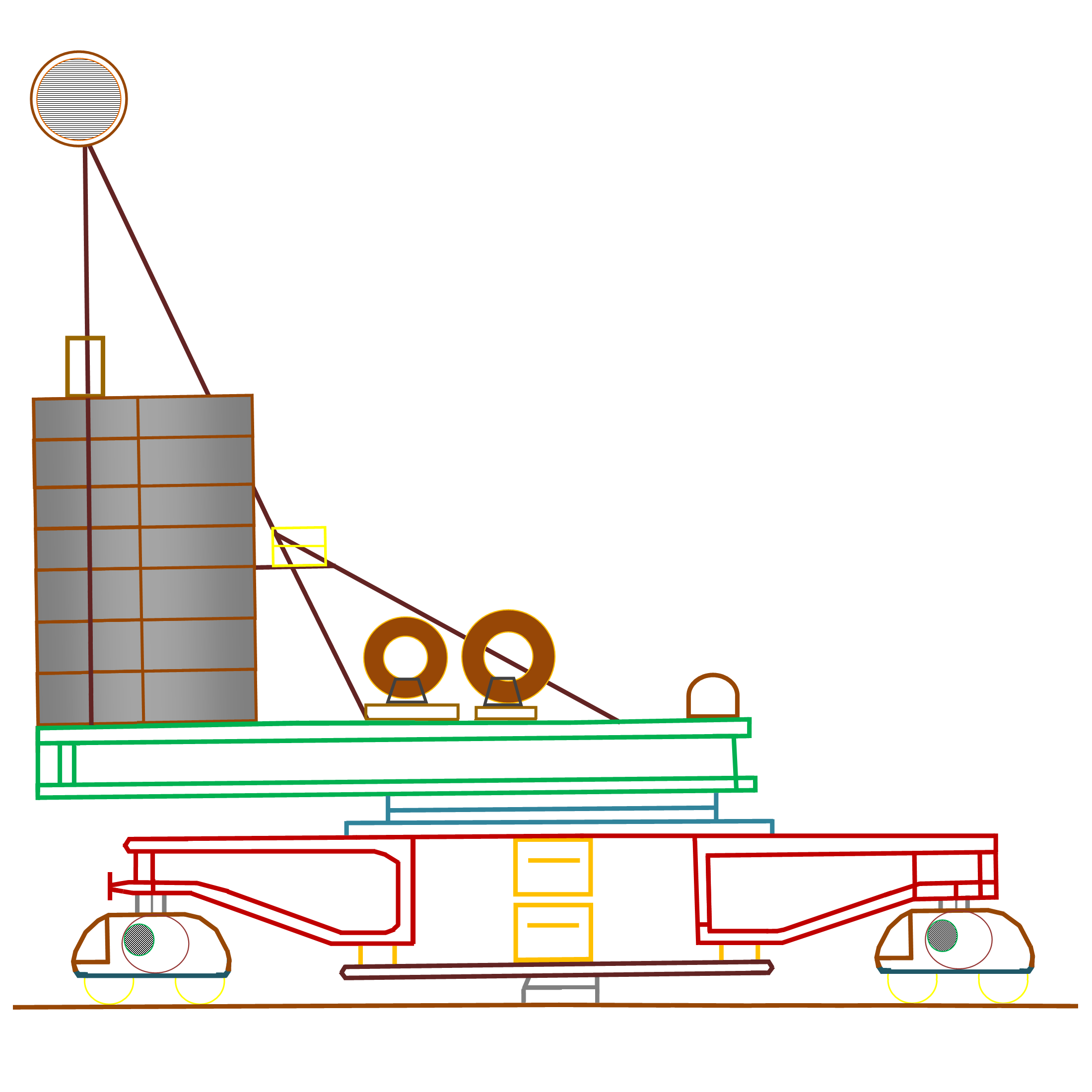
Чертёж — поворотная платформа. Расположение плит противовеса

- Подготовка монтажной площадки размерами 50 м на 20 м.[1]
- Оборудование пункта питания крана электроэнергией напряжением 380 В частотой 50 Гц[1].
- Подкрановые пути. Расстояние от оси рельсовых путей до наиболее выступающей части строящегося здания должно быть не менее 4,7м. Место укладки должно обеспечивать удалённость металлоконструкций крана от ЛЭП не менее чем 30 м[1].
  - Подготовка, монтаж, нивелирование и заземление путей[1].
- Установка ходовой рамы и ходовых тележек на подкрановых путях и скрепление их с флюгерами.[1].
- Устанавливают поворотную платформу и крепят на ходовой раме.[1].
- На платформу устанавливают лебёдки и панели электрооборудования[1].
- Устанавливаются плиты противовеса и монтажный подкос[1].

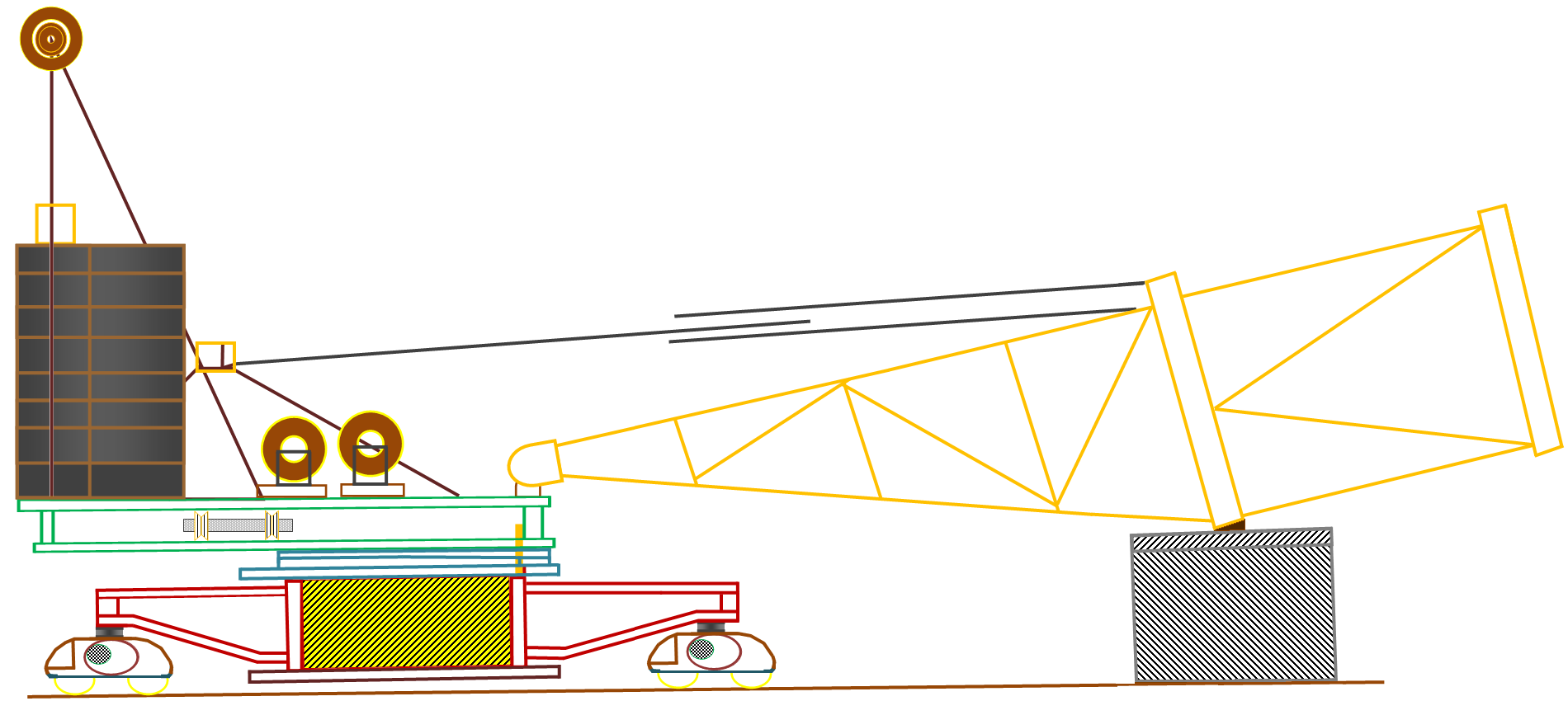
Портал крана и его крепления

- Состыковывают верхнюю секцию крана с оголовком[1].
- Устанавливают портал и в него заводят верхнюю секцию.[1].
- Укладывают крюковую обойму и запасовывают канаты[1].
- Затем производят электромонтажные работы[1].
- Устанавливают датчики крана, ограничители и конечные выключатели[1].
- Производят заземление электрооборудования[1].
- Осуществляют включение в сеть[1].
- Проверяют работу узлов и оборудования крана[1].
- Поднимают башню крана в вертикальное положение и крепят телескопические подкосы[1].
- Устанавливают рабочую стрелу[1].

### Установка стрелы
В зависимости от исполнения крана и типа стрелы (подъёмная или балочная стрела) этапы различаются:
- Подъёмная стрела: состыковывают секции стрелы, устанавливается распорка, стрелу поднимают и соединяют с оголовком[1].
- Балочная стрела: на корневую секцию закатывается грузовая тележка. Затем скрепляются секции стрелы, стрелу крепят с оголовком.[1].
- Затем наращивают кран и крепят башню. При необходимости увеличить высоту подъёма в процессе эксплуатации, снимают крепления башни и повторяют операцию наращивания[1].

## Транспортировка
1. Перевозка железнодорожным транспортом. При перевозке по железной дороге кран должен быть разобран на отдельные укрупнённые узлы, размещение и крепление которых узлов на железнодорожных платформах и полувагонах должно производиться в соотв. с чертежами и расчётами крепления, утверждёнными в установленном порядке. При этом руководствуются «Техническими условиями погрузки и крепления грузов» МПС[1].
2. Перевозка водным транспортом. Руководствуются СНИП и «Правилами техники безопасности и производственной санитарии на погрузочно-разгрузочных работах в портах и на пристанях» Министерства Речного флота России[1].
3. Перевозка крана автотранспортом. Может производиться отдельными узлами стандартным автотранспортом, в зависимости от местных условий, характеристики транспортных средств и требований ГИБДД. При этом руководствуются «Правилами дорожного движения» и инструкцией по монтажу[1].

Перевозку крана с объекта на объект на расстояние не более 300 км целесообразно производить в частично собранном виде (без промежуточных секций башни, стрелы и противовеса) на подкатных тележках специально оборудованным автотягачом, КРАЗ-255В с шаровой опорой или другим тягачом, с характеристикой не ниже КРАЗ-255В. Транспортные габариты автопоезда при перевозке: длина −27,8 м, высота — 4,2 м, ширина: 4,02 м.
Промежуточные секции башни, оголовок и секции стрелы, плиты противовеса, инструмент, монтажные приспособления и крепёж перевозятся отдельно стандартным автотранспортом.

## Модификации

### КБМ-401ПА

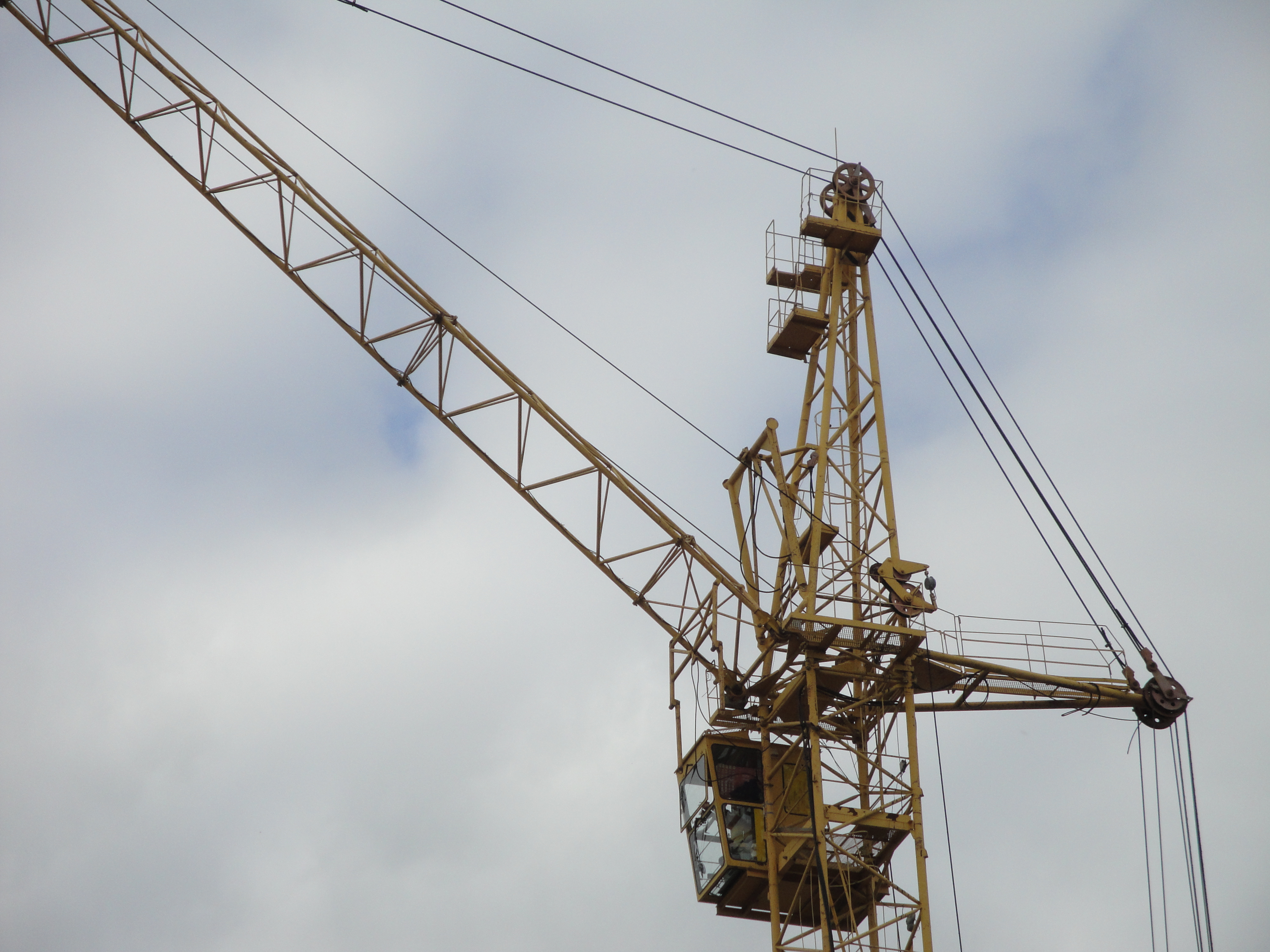
Исполнение с подъёмной стрелой

КБМ-401ПА — башенный кран модульного типа на рельсовом ходу, с подъёмной стрелой, грузоподъёмностью 10 т. Имеет 9 исполнений («-28», «-29», «-30», «-31», «-32», «-42», «-43», «-44», -45"), отличающихся грузовысотными и ветровыми характеристиками. По конструкции основные узлы, кроме рабочей стрелы и схемы запасовки грузовых канатов, унифицированы и совпадают с кранами КБМ-401П с балочной стрелой.
Выпускается Ржевским Краностроительным Заводом, г. Ржев,.

### КБМ-401ХЛ
КБМ-401ХЛ — башенный кран модульного типа, на рельсовом ходу. Предназначен для эксплуатации в районах с холодным климатом при температуре окружающего воздуха от минус 60 °С до плюс 40 °С. Кран оснащён балочной стрелой и высотой подъёма груза до 47 м при максимальном вылете горизонтальной стрелы, при наклонной стреле (под углом до 30 °) максимальная высота подъема может возрастать до 60 м. Имеет модификацию «-УХЛ». Выпускался Ухтинским Механическим заводом, г. Ухта.

### КБМ-401УХЛ
Кран КБМ-401УХЛ является модернизацией крана КБМ-401ХЛ. Имеет 24 исполнения, различающиеся грузовысотными характеристиками, причём:
- КБМ-401УХЛ-23 (исполнение «-23») является передвижным краном на рельсовом ходу. Высота подъёма до 47,4 м.
- КБМ-401УХЛ-24 (исполнение «-24») является стационарным краном. Высота подъёма до 53 м.

Модели выпускаются Ухтинским Механическим заводом, г. Ухта.

### КБМ-401П-41
КБМ-401П-41 — башенный кран-погрузчик с грузовым моментом 200 т•м, имеющий модификацию с индексом «А» («-ПА-41»). Предназначен для механизации подъёмно-транспортных работ на складах, полигонах, базах и т. п. Кран имеет базу 6 м, обладает максимальной высотой подъёма груза до 13 м. Максимальная грузоподъёмность крана составляет 8 т, при максимальном вылете — до 6,5 т. Выпускается Ржевским Краностроительным Заводом, г. Ржев. Масса противовеса — 55 т, конструктивная — 50 т. Мощность 70 кВт.

## Происшествия с КБМ-401

### Инцидент
- 2 апреля 2005 года в городе Новосибирске на строительстве 9-этажного жилого дома по улице Блюхера кран серии КБМ-401 1994 года выпуска упал на соседнюю пятиэтажную «хрущёвку», повредив перекрытия. Специалистами Госгортехнадзора России происшествие было квалифицировано как инцидент.[4]

### Нарушения правил монтажа
- 25 марта 2009 года в Нижнем Новгороде кран серии КБМ-401 1990 года выпуска упал на рядом стоящий пятиэтажный жилой дом, в результате которого погибли два человека. По результатам расследования комиссии Ростехнадзора основными причинами явились нарушения правил монтажа и порывистый ветер.[5],[6],[7],[8],[9].

- 27 марта 2010 года в городе Саранске на строительной площадке, принадлежащий ООО «Промстроймонтаж» на этапе увеличения высоты подъёма, произошло падение с разрушением крана серии КБМ-401П.[10],[11],[12]. По результатам расследования комиссии Волжско-Окского управления Ростехнадзора причиной падения крана явился комплекс нарушений требований промышленной безопасности, допущенных работниками при монтаже.[13].

### Конструктивные недостатки

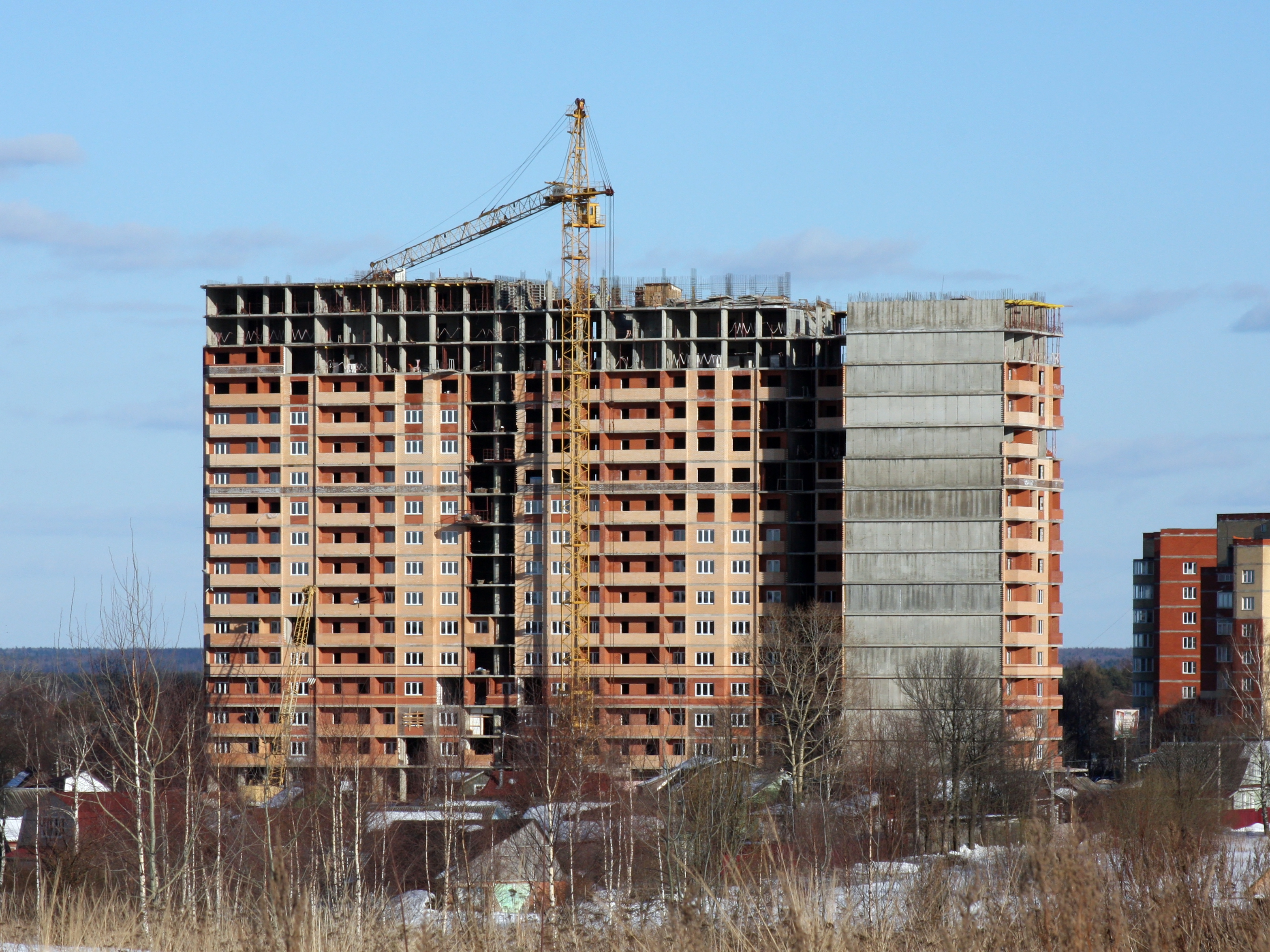
Виновник ЧП в Сергиевом Посаде

- 9 марта 2010 года на строительной площадке жилого дома в Сергиевом Посаде с грузовой тележки крана КБМ-401, расположенной на высоте 25 метров рухнул каток и смертельно ранил человека. По результатам расследования комиссии Центрального управления Федеральной службы по экологическому, технологическому и атомному надзору установлено, что: «падение катка грузовой тележки башенного крана произошло из-за отсутствия ограничителя смещения ходового ролика, нарушение графиков периодических осмотров, технических обслуживаний и ремонтов крана.[14] Изготовитель башенного крана КБМ-401 ОАО „Ржевский краностроительный завод“ нарушил при его производстве правила устройства и безопасной эксплуатации грузоподъемных кранов („ФНП № 533“), не оборудовав катки грузовой тележки подобными ограничителями. Материалы расследования несчастного случая направлены в адрес ОАО „Ржевский краностроительный завод“ для принятия мер по устранению нарушений, допущенных при изготовлении и составлении эксплуатационной документации башенных кранов КБМ-401 П. По этому делу решался вопрос об отзыве у „Ржевского краностроительного завода“ разрешения на применение данной модели крана».[15],[16]

### Другие краны
- 24 июля 2000 года в городе Москве в результате падения КБ-676, упал кран КБ-674 и была деформирована рабочая стрела крана КБМ-401. В результате аварии один человек пострадал и один погиб. По результатам расследования комиссии Госгортехнадзора: «основной причиной аварии стала ненадёжность конструкции противоугонных захватов и тупиков крана КБ-676».[17][18].